# 徳野貞雄
徳野 貞雄（とくの さだお、1949年 - ）は、日本の社会学者、熊本大学名誉教授、一般社団法人トクノスクール・農村研究所代表理事。農村社会学、あるいは「農と食」を専門とし、おもにフィールドワークを踏まえた研究活動を展開しており、「道の駅」の命名者としても知られる。

## 経歴
大阪府貝塚市に生まれる。
1972年、山口大学文理学部を卒業後、山一證券や北九州保育専門学校での勤務を経て、1981年に九州大学大学院文学研究科博士課程に入学し、在学中に福岡県農業協同組合中央会嘱託などを務めた。
1987年に大学院を修了して、山口大学人文学部助手となり、1988年頃から「道の駅」を発案し提唱していった。
次いで、1989年に広島県立大学経営学部助教授を経て、1997年に熊本大学文学部助教授に転じ、1999年に文学部総合人間学科地域社会学教授となった。熊本大学在職中には、シェフィールド大学客員研究員にも派遣された。
2015年に熊本大学を定年退職して名誉教授の称号を受け、一般社団法人トクノスクール・農村研究所を立ち上げ、代表理事となった。その後も、熊本大学、久留米大学で、非常勤講師として教鞭を執った。
西日本村落学会会長、西日本社会学会会長、日本村落研究学会会長などを歴任し、熊本震災中間支援組織「ふるさと発 復興志民会議」代表理事も務めた。

## おもな著書

### 単著
- ムラの解体新書、全国林業改良普及協会、1997年
- 農村の幸せ、都会の幸せ 家族・食・暮らし、NHK出版、2007年
- 生活農業論 現代日本のヒトと「食と農」、学文社、2011年

### 共著
- （柏尾珠紀との共著）T型集落点検とライフヒストリーでみえる 家族・集落・女性の底力：限界集落論を超えて、農山漁村文化協会、2014年

### 共編著
- （堤マサエ、山本努との共編著）地方からの社会学: 農と古里の再生をもとめて、農山漁村文化協会、2008年